# Vlag van Bohuslän
De vlag van Bohuslän kan verwijzen naar twee verschillende vlaggen.

## Vlag van het landschap Bohuslän
De vlag van het landschap Bohuslän is een rechthoekige banier van het wapen van deze Zweedse landschap. De vlag bestaat uit een wit veld met een gekanteelde rode brucht, voorzien van een gekanteelde rode toren en twee gouden poorten met zwarte scharnieren en sloten en vergezeld aan de rechterkant door een blauw zwaard en aan de rechterkant door een blauwe leeuw opgericht tegen de vesting met tong, tanden en klauwen van goud.
Bohuslän was oorspronkelijk Noors en werd bij de Vrede van Roskilde in 1658 aan Zweden overgedragen. Het wapen werd gecreëerd in verband met de begrafenis van Karel X Gustaaf in 1660 en is gebaseerd op het wapen van Kungälv. Het kasteel symboliseert de vesting Bohus, waaraan het landschap zijn naam te danken heeft.

## Onofficiële streekvlag van Bohuslän
Sinds 1996 bestaat er ook een particuliere streekvlag voor Bohuslän, een kruisvlag met een rood kruis op een achtergrond waarvan de bovenste velden lichtblauw en de onderste donkerblauw zijn. De kleuren symboliseren de lucht met de lichtblauwe velden, de zee met de donkerblauwe velden en het graniet met het rode kruis. De kleuren symboliseren ook de Noorse en Zweedse geschiedenis van Bohuslän, omdat Bohuslän tot 1658 bij Noorwegen hoorde. Blauw komt voor in zowel de Noorse als de Zweedse vlag, terwijl rood alleen voorkomt in de Noorse vlag. Dit gaat voorbij aan het feit dat de vlag van Noorwegen pas in 1821 werd gemaakt, lang nadat Bohuslän Zweeds werd.